# 20367 Erikagibb
20367 Erikagibb è un asteroide della fascia principale. Scoperto nel 1998, presenta un'orbita caratterizzata da un semiasse maggiore pari a 2,7947080 UA e da un'eccentricità di 0,1943650, inclinata di 9,16936° rispetto all'eclittica.